# Élection présidentielle ouest-allemande de 1979
L’élection présidentielle ouest-allemande de 1979 (en allemand : Wahl des deutschen Bundespräsidenten 1979), septième élection présidentielle de la République fédérale d'Allemagne, se tient le 23 mai 1979, afin d'élire le président fédéral pour un mandat de cinq ans au suffrage indirect.
Le président sortant Walter Scheel, en fonction depuis cinq ans, est rééligible mais choisit de ne pas se représenter. Le président du Bundestag Karl Carstens, candidat des Unions chrétiennes, est élu dès le premier tour face à sa prédécesseure et vice-présidente de l'assemblée, Annemarie Renger, soutenue par le Parti social-démocrate.

## Contexte
Dans un courrier qu'il adresse le 6 mars 1979 à Hans-Dietrich Genscher, président fédéral du Parti libéral-démocrate (FDP), et à Wolfgang Mischnick, président du groupe FDP au Bundestag, le président fédéral Walter Scheel indique qu'il ne souhaite pas se présenter à sa succession. Cette annonce intervient au lendemain de la décision de l'Union chrétienne-démocrate d'Allemagne (CDU) et de l'Union chrétienne-sociale en Bavière (CSU) d'investir comme candidat le président du Bundestag Karl Carstens. Ce choix rend impossible la réélection du chef de l'État, puisque les Unions chrétiennes bénéficient seules de la majorité absolue au sein de l'Assemblée fédérale.

## Mode de scrutin
Le président fédéral (en allemand : Bundespräsident) est le chef de l'État de la République fédérale d'Allemagne.
Il est élu pour un mandat de cinq ans renouvelable une fois consécutivement par l'Assemblée fédérale (Bundesversammlung). Elle se compose de l'ensemble des députés du Bundestag et d'un nombre égal de délégués des Länder élus par leurs assemblées parlementaires.
L'élection est acquise si un candidat remporte un nombre de voix équivalent à la majorité absolue des membres de l'Assemblée. Si aucun postulant n'a obtenu un tel résultat après deux tours de scrutin, un troisième tour est organisé où la majorité simple des voix est suffisante pour l'emporter.

### Composition de l'Assemblée fédérale
L'Assemblée fédérale se réunit à la salle Beethoven de Bonn, sous la présidence de Richard Stücklen, Hermann Schmitt-Vockenhausen (de) et Liselotte Funcke, vice-présidents du Bundestag.
|                             |     |     |     |     |    |       |
| Land                        | SPD | FDP | CDU | CSU | NI | Total |
| Land                        |     |     |     |     |    | Total |
| Bade-Wurtemberg             | 25  | 5   | 45  | 45  | 0  | 75    |
| Bavière                     | 29  | 4   | 59  | 59  | 0  | 92    |
| Berlin                      | 7   | 1   | 8   | 8   | 0  | 16    |
| Brême                       | 3   | 1   | 2   | 2   | 0  | 6     |
| Hambourg                    | 8   | 0   | 6   | 6   | 0  | 14    |
| Hesse                       | 21  | 3   | 22  | 22  | 0  | 46    |
| Basse-Saxe                  | 29  | 0   | 34  | 34  | 0  | 63    |
| Rhénanie-du-Nord-Westphalie | 65  | 10  | 68  | 68  | 0  | 143   |
| Rhénanie-Palatinat          | 13  | 1   | 17  | 17  | 0  | 31    |
| Sarre                       | 4   | 0   | 5   | 5   | 0  | 9     |
| Schleswig-Holstein          | 10  | 1   | 12  | 12  | 0  | 23    |
| Délégués                    | 214 | 26  | 219 | 59  | 0  | 518   |
| Bundestag                   | 224 | 40  | 200 | 53  | 1  | 518   |
| Total                       | 438 | 66  | 419 | 112 | 1  | 1036  |

## Candidats
| Candidat | Candidat | Candidat         | Candidat | Parti                                        | Fonction |
| -------- | -------- | ---------------- | -------- | -------------------------------------------- | --- |
|          |          | Karl Carstens    | 64 ans   | Union chrétienne-démocrate d'Allemagne (CDU) | Député fédéral de Schleswig-Holstein Président du Bundestag Ancien directeur de la chancellerie fédérale      |
|          |          | Annemarie Renger | 54 ans   | Parti social-démocrate d'Allemagne (SPD)     | Députée fédérale de Rhénanie-du-Nord-Westphalie Vice-présidente du Bundestag Ancienne présidente du Bundestag |

## Résultats
| Candidat                 | Candidat                 | Parti                    | Premier tour | Premier tour |
| Candidat                 | Candidat                 | Parti                    | Voix         | %            |
| ------------------------ | ------------------------ | ------------------------ | ------------ | ------------ |
|                          | Karl Carstens            | CDU                      | 528          | 55,05        |
|                          | Annemarie Renger         | SPD                      | 431          | 44,95        |
|                          |                          |                          |              |              |
| Majorité requise         | Majorité requise         | Majorité requise         | 519 voix     | 519 voix     |
|                          |                          |                          |              |              |
| Suffrages exprimés       | Suffrages exprimés       | Suffrages exprimés       | 959          | 99,90        |
| Votes blancs et nuls     | Votes blancs et nuls     | Votes blancs et nuls     | 1            | 0,10         |
| Total                    | Total                    | Total                    | 960          | 100          |
| Abstentions              | Abstentions              | Abstentions              | 72           | 6,95         |
| Absents                  | Absents                  | Absents                  | 4            | 0,39         |
| Inscrits / Participation | Inscrits / Participation | Inscrits / Participation | 1 036        | 92,66        |